# Friedrich Schmidt von Werneuchen

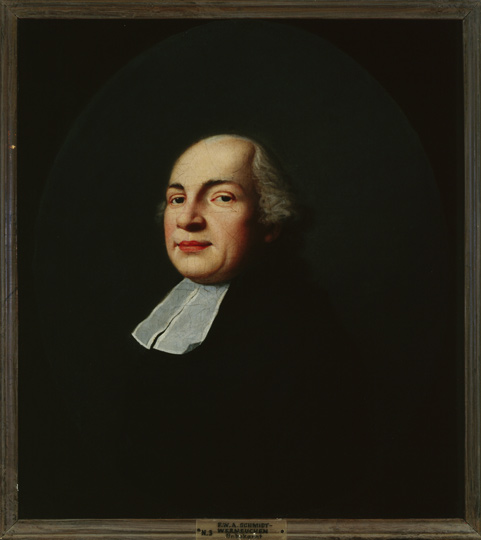
Friedrich Wilhelm August Schmidt (Schmidt von Werneuchen), um 1810, Gleimhaus Halberstadt

Friedrich Wilhelm August Schmidt (* 23. März 1764 in Fahrland; † 26. April 1838 in Werneuchen), genannt Schmidt von Werneuchen, war evangelischer Geistlicher in Preußen und Verfasser ländlich-naiver Gedichte, die ihm zwar die Anerkennung einer lokal begrenzten Leserschaft einbrachten, neben wohlwollender Beachtung aber auch Kritik und Spott von Seiten bekannter Schriftsteller seiner Zeit.

## Lebensdaten
Friedrich Wilhelm August Schmidt wurde am 23. März 1764 im Dorf Fahrland – heute ein Ortsteil von Potsdam – geboren. Sein Vater war evangelischer Pfarrer, ebenso wie sein Großvater und sein Urgroßvater. Der Vater starb, als Friedrich neun Jahre alt war, die Mutter zog mit ihren fünf Kindern in das nahe gelegene Döberitz im Havelland. Im Alter von zehn Jahren kam Schmidt in das Schindler’sche Waisenhaus nach Berlin; in der streng geführten privaten Anstalt trugen die Zöglinge graue Einheitskleidung, morgens um fünf Uhr begann ihr Tagesprogramm. Von 1781 bis 1783 besuchte Schmidt mit einem Stipendium das Berliner Gymnasium zum Grauen Kloster, studierte von 1783 bis 1786 Theologie in Halle an der Saale und bekam danach eine – schlecht bezahlte – Stelle als Feldprediger, also Militärgeistlicher, am Berliner Invalidenhaus, einer Pflege- und Versorgungseinrichtung für kriegsversehrte preußische Soldaten.
1790 heiratete er seine Verlobte Henriette Brendel, die Hauptperson in vielen seiner Gedichte. 1795 erfolgte die Berufung auf eine Pfarrstelle in Werneuchen, einer Kleinstadt im Kreis Barnim, rund 30 km östlich von Berlin; Schmidt empfand diese Veränderung als Erlösung. In der Zeit seiner Verlobung und in den ersten Ehejahren entstanden die besten seiner poetischen Werke. Henriette starb 1809, im Alter von nur 39 Jahren. 1811 heiratete der Witwer die 35-jährige Marie Friederike Vogel, die ihn überlebte. Friedrich Wilhelm August Schmidt wohnte 43 Jahre lang in Werneuchen und starb dort im Alter von 74 Jahren. Sein Grab liegt in unmittelbarer Nähe der Kirche, auf dem gusseisernen Kreuz steht: F. W. A. Schmidt, Prediger zu Werneuchen u. Freudenberg, Ritter des rothen Adler Ordens 4ter Kl. […]

## Die Gedichte

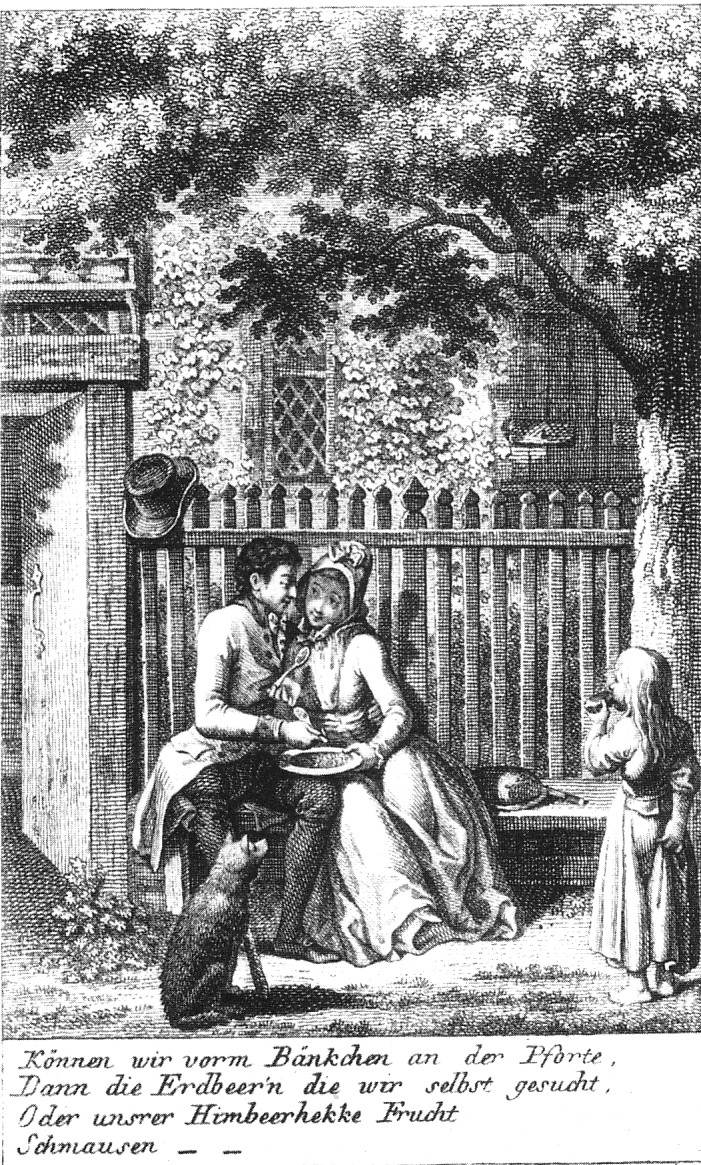
Daniel Chodowiecky: Illustration zu Gedichten von Schmidt von Werneuchen

Schmidts Verse sind Loblieder auf die Schönheiten des Landlebens und sie lassen sein Unbehagen am Leben in den Städten erkennen. Man nennt sie „märkische Gedichte“, doch befassen sie sich eigentlich nur mit kleinen Teilen der Mark Brandenburg, nämlich mit der Gegend seiner Kindheit, dem Havelland, und mit dem Barnim, wo er als Pfarrer wirkte. Gegenstände seiner Schilderungen sind einfache, alltägliche Objekte und Beobachtungen. In dem Gedicht An das Dorf Fahrland erinnert sich Schmidt an seinen Geburtsort:
Ach, ich kenne dich noch, als hätt’ ich dich gestern verlassen,

Kenne das hangende Pfarrhaus noch mit verwittertem Rohrdach,

Kenne die Balken des Giebels, wo längst der Regen den Kalk schon

Losgewaschen, die Tür mit großen Nägeln beschlagen,

Kenne das Gärtchen vorn mit dem spitzen Staket, und die Laube

Schräg mit Latten benagelt, und rings vom Samen der dicken

Ulme des Nachbarn umstreut, den gierig die Hühner sich pickten.

[…]
Derartige Beschränkung auf das Schlichte und Normale wurde von vielen als unpoetisch betrachtet. In einer Rezension der Jenaer Allgemeinen Literaturzeitung bewertete es der anonyme Autor als ungeeigneten Ansatz für wahre Dichtung, „wenn man Sandgruppen so angenehm findet wie fruchtbare Auen, eben so gern Unken rufen als Nachtigallen singen hört, eine Entenpfütze lieber ansieht als den Rheinfall“.
Einzelne Gedichte von Schmidt erschienen ab 1787 in Zeitschriften und Almanachen, so auch im Neuen Berlinischen Musenalmanach, dessen Herausgeber er zusammen mit Ernst Christoph Bindemann war. Ein erster Sammelband, der Calender der Musen und Grazien für das Jahr 1796, fasste 92 dieser frühen Arbeiten zusammen und wurde im Verlag Haude und Spener in Berlin herausgegeben. Der aufwändig ausgestattete, kleinformatige Band enthielt Kupferstiche von Daniel Chodowiecki und Johann Gottfried Schadow sowie Noten des preußischen Hofkomponisten Johann Friedrich Reichardt. In einem Vorbericht beschrieb Schmidt sein poetisches Programm:

„Ich würde es nie gewagt haben, diese wenigen Bogen, von deren Inhalt manches schon in einigen periodischen Schriften gestanden hat, abdrucken zu lassen, wenn ich nicht darin etwas zu liefern glaubte, das von billigen“ [d. h.: unvoreingenommenen] „Leuten neu genannt zu werden verdient. Der Leser verstehe mich recht. Diktion, Versbau, Bilderwahl u.s.w. in diesen Gedichten machen zwar nicht den geringsten Anspruch auf Neuheit, wohl aber die meisten Gegenstände, die ich poetisch zu bearbeiten versucht habe; und diese sind: simple, kunstlose Naturscenen. Unverschlüsselte, wilde ländliche, gemeine Natur ist meine Göttin […] weit davon entfernt mit irgendeinem unserer Dichter mich messen zu wollen, […] glaube ich mit Wahrheit behaupten zu können, daß selbst von schätzbaren Dichtern die Natur selten wahr kopirt worden sei. […] F.W.A. Schmidt. Feldprediger des Königl. Invalidenhauses bei Berlin und berufener Prediger zu Werneuchen.“

## Reaktionen

### Goethe
Nur während eines kurzen Zeitraums um 1800 waren Schmidts Gedichte nennenswert verbreitet, hauptsächlich im Berliner Raum. Daran, dass sein Name und sein Werk überdauerten, hatten Johann Wolfgang von Goethe und Theodor Fontane wesentlichen Anteil. Goethes längeres und oft gedrucktes satirisches Gedicht Musen und Grazien in der Mark bezieht sich im Titel auf den Calender der Musen und Grazien von 1796 und enthält die typische Strophe:
O wie freut es mich, mein Liebchen / Daß du so natürlich bist;

Unsre Mädchen, unsre Bübchen / Spielen künftig auf dem Mist!

Und auf unsern Promenaden / Zeigt sich erst die Neigung stark,

Liebes Mädchen, laß uns waten / Waten noch durch diesen Quark.
Die Parodie erschien im September 1796 in Friedrich Schillers Musenalmanach für das Jahr 1797. Schiller und Goethe hatten sich darin gemeinsam in Versform nach dem Vorbild der Xenien (Gastgeschenke) des römischen Dichters Martial kritisch mit den literarischen Erzeugnissen ihrer Zeit auseinandergesetzt. Schmidt von Werneuchen war gleich mehrfach betroffen. Wie andere zeitgenössische Rezensenten auch, bemängelte Goethe nicht nur die Qualität von Schmidts Reimen, sondern das Fehlen großer Gedanken und Leidenschaften. Er übersah dabei aber nicht seine Vorzüge. Eine Notiz in Maximen und Reflexionen aus seinem Nachlass lautet: „Schmidt von Werneuchen ist der wahre Charakter der Natürlichkeit. Jedermann hat sich über ihn lustig gemacht, und das mit Recht; und doch hätte man sich über ihn nicht lustig machen können, wenn er nicht als Poet wirkliches Verdienst hätte, das wir an ihm zu ehren haben.“

### Fontane
Theodor Fontane beschrieb den gemütvoll-poetischen Geistlichen in seinem ersten Roman Vor dem Sturm (1878) und in den Wanderungen durch die Mark Brandenburg (Band 4: Spreeland. 1882). Vor dem Sturm schildert im 15. Kapitel eine Abendgesellschaft in einem märkischen Pfarrhaus; die Anwesenden tauschen über Schmidt und seine bodennahen Verse sowie die vergleichsweise erhabene, romantische Dichtung Ludwig Tiecks kontroverse Ansichten aus. In den Wanderungen folgen auf einige kurze biografische Notizen kleine Mitteilungen, die Fontane vor Ort oder schriftlich erhalten hatte, auch von einem der Söhne Schmidts: Über des Pfarrers Freuden an der Gartenarbeit; den lebhaften Austausch mit befreundeten Amtsbrüdern der Umgegend und anderen Besuchern, die ihm geistige Nahrung und Anregung boten; die Abneigung gegen die „affektierten Leute aus der großen Stadt, die sich aus Neugier oder aus Sentimentalität bei ihm blicken ließen, um hinterher von den ‚hohen Vorzügen des Landlebens‘ schwärmen zu können“, und über die heitere Gelassenheit, mit der er auf Angriffe gegen seine Dichtungen reagierte.
Fontane erwähnte die überdurchschnittliche Produktivität Schmidts als Lyriker. Er meinte, der Dichter habe dabei des Guten zu viel getan. Seine Gesamtproduktion teilte er in drei Hauptgruppen ein: Sonette, Balladen und Naturbeschreibungen aller Art. Über die beiden ersten Kategorien urteilte er vernichtend: Schmidt habe „weder von dem einen noch von dem andern auch nur eine Ahnung“. Als Beleg zitierte er die erste Strophe der Spukballade Graf Königsmark und sein Verwalter und merkte dazu an, dass die Ballade noch „viel schlimmere“ Strophen aufweist:
Graf Königsmark hatt’ irgendwo / In Sachsen an der Saale

Ein Gut, wohin er gern entfloh / Der höfischen Kabale.

Die Wirtschaft dort besorgt ein treuer / Verständiger und frommer Meier.

[…]
In den Naturbeschreibungen dagegen entdeckte Fontane neben trivialen und unfreiwillig komischen Versen auch viele künstlerisch feinfühlige Arbeiten. Als Beispiel für die herausragende Schilderung einer herbstlichen Landschaftsstimmung wählte er die Strophe:
Es sauste der Herbstwind durch Felder und Busch / Der Regen die Blätter vom Schlehdorn wusch /

Es flohen die Schwalben von dannen,

Es zogen die Störche weit über das Meer / Da ward es im Lande öd und leer /

Und die traurigen Tage begannen.
Fontane beendete das Kapitel mit den Sätzen: „Sein ganzes Dichten, Kleines und Großes, Gelungenes und Mißlungenes, einigt sich in dem einen Punkte, daß es überall die Liebe zur Heimat atmet und diese Liebe wecken will. Und deshalb ein Hoch auf den alten Schmidt von Werneuchen!“

### Weitere Reaktionen

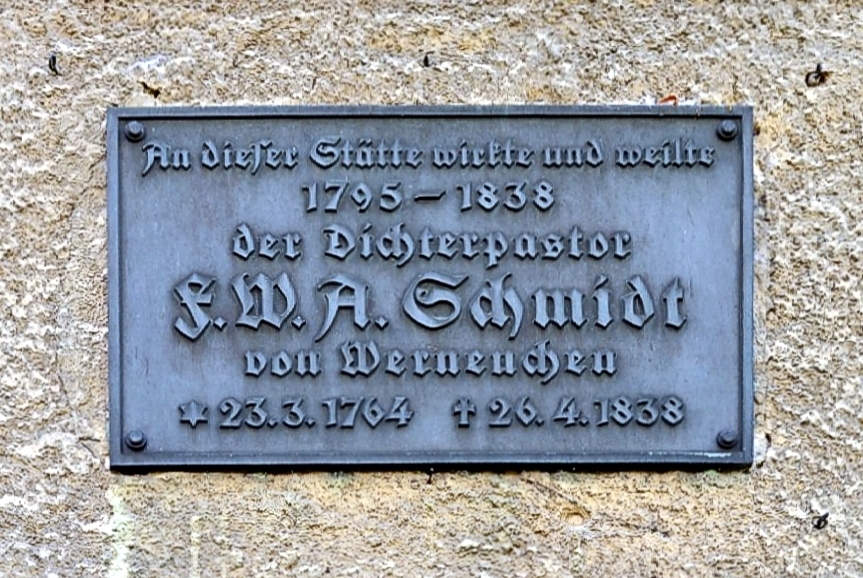
Gedenktafel am Pfarrhaus in Werneuchen

Im Deutschen Wörterbuch (DWB) der Brüder Jacob und Wilhelm Grimm, begonnen 1838, wird Schmidt mehrfach zitiert. Beispiele seiner Gedichte finden sich in Theodor Storms Hausbuch aus deutschen Dichtern und ein Textfragment, das auf Schmidt zurückgeht, ist von Georg Büchmann als Redewendung in seine Sammlung Geflügelte Worte aufgenommen worden: „Sich freuen wie ein Stint“. Der kulturpolitisch einflussreiche Berliner Komponist und Dirigent Carl Friedrich Zelter besuchte Schmidt 1821 auf der Durchfahrt in Werneuchen und berichtete Goethe über dessen unveränderte Naturbegeisterung: „Dazu paßt denn seine runde, stattliche Figur mit einer Art von Kohlhaupte, dem Augen und Mund eingeschnitten zu sein scheinen“.
Der Schriftsteller und Philosoph August Wilhelm Schlegel verhöhnte Schmidt und seine Gedichte. Ludwig Tieck fand, man könnte Schmidt nur dann einen Dichter nennen, wenn er damit aufhörte, „alles so durcheinander schön zu finden“.< Dabei musste er eingestehen, dass er Schmidts ungewöhnliche „Aufzählungen“ nicht recht verstand: „Können wir aber Den einen Dichter nennen, der uns alle Gegenstände nacheinander aufzählt, angenehme und widrige, in ewigem Widerspruche mit unserer Empfindung Dinge schildert, welche gewiß fast jeder Mensch, wenn sein Herz nur irgend erwärmt wird, übersieht oder wenigstens schnell wieder aus seiner Phantasie wegstreicht, wen sie ihm unvermuthet vor Augen kommen?“ Dagegen sah der Dichter Christoph Martin Wieland in Schmidt ein besonderes Naturtalent, das auch nach besonderem Maßstab zu beurteilen sei: „Wenn Amseln und Grasmücken in ihrer Art lieblich singen, warum soll ich mich verdrießen lassen, daß sie keine Nachtigallen sind“.

## Werke
Schmidt als alleiniger Autor:
- Graf Wolf von Hohen-Krähen. Eine Ballade aus den Fehdezeiten. Meyer, Berlin 1789.
- Calender der Musen und Grazien für das Jahr 1796. Haude und Spener, 1795.
- Gedichte. Erster Band. Haude und Spener, 1797.
- Gedichte. Zweiter Band. Oehmigke jun., 1798
- Romantisch-ländliche Gedichte. Oehmigke jun., Berlin 1798.
- Neueste Gedichte. Der Trauer um geliebte Todte gewidmet. Berlin / Leipzig 1815. (3/6)

Schmidt als Mit-Autor:
- Neuer Berlinischer Musenalmanach. Berlin 1793–1797.
- Almanach romantisch-ländlicher Gemählde. Berlin 1798.
- Almanach für Verehrer der Natur, Freundschaft und Liebe. Berlin 1801.
- Almanach der Musen und Grazien. Berlin 1802.